# 渡邉完徒
渡邉 完徒（わたなべ かんと、2002年7月23日 - ）は、ジャパンラグビーリーグワンのマツダスカイアクティブズ広島に所属しているラグビーユニオン選手。

## 経歴
2018年、明和県央高等学校（群馬県高崎市）に入学。高3の時に花園（全国高等学校ラグビーフットボール大会）にフランカーで出場した。
2021年、天理大学に進学。2年次から公式戦にロックで出場。3年次には大学選手権にも出場した。
2025年4月10日、ジャパンラグビーリーグワンのマツダスカイアクティブズ広島への加入を発表した。